# Aethecerus nitidus
Aethecerus nitidus là một loài tò vò trong họ Ichneumonidae.